# Eldeceeon
Eldeceeon is een geslacht van uitgestorven  reptiliomorfen uit het Mississippien (Vroeg-Carboon) van Schotland. Het is bekend van twee fossiele exemplaren die zijn gevonden in de East Kirkton Quarry uit het Viséen van West Lothian. Het type en enige soort Eldeceeon rolfei werd benoemd in 1994. Men denkt dat Eldeceeon nauw verwant is aan embolomeren, maar het heeft verschillende onderscheidende kenmerken, waaronder lange ledematen en een korte romp. Aanvankelijk bekend van twee gebroken gedeeltelijke skeletten, zijn er meer exemplaren gerapporteerd door Ruta & Clack (2006).

## Naamgeving
In 1994 benoemde Timothy Smithston de typesoort Eldeceeon rolfei. De geslachtsnaam eert de L.D.C., de Livingston Development Corporation die het fossiel aankocht van de ontdekker Stan Wood voor de National Museums of Scotland. De soortaanduiding eert William David Ian Rolfe, toen de Keeper of Geology van die instelling.
Het holotype is NMS G 1986.39.1, een snuit met de in verband liggende postcrania minus de staart. Het is gevonden in een laag van de West Lothian Oil-Shale Formation. Toegewezen is specimen NMS G 1990.7.1, een skelet zonder schedel.

## Beschrijving
In de East Kirkton Quarry werden fossielen van Eldeceeon gevonden naast een andere reptiliomorf genaamd Silvanerpeton. Deze geslachten zijn nauw verwant aan elkaar, maar vertegenwoordigen een ongebruikelijke groep reptiliomorfen die niet in een van de belangrijkste reptiliomorfe clades kunnen worden geplaatst, maar mogelijk verwant zijn aan de vroegste embolomeren. De vorm van sommige botten in hun schedels wijst daarop.
In tegenstelling tot de meeste embolomeren, die meer dan een meter lang kunnen worden, heeft Eldeceeon een veel kleinere lichaamslengte van vijfendertig centimeter. De kop is relatief ovaal, de neusgaten zijn klein en staan ver uit elkaar, de oogkassen zijn kleiner en meer afgerond. In vergelijking met embolomeren heeft het minder ruggenwervels en veel grotere ledematen in verhouding tot zijn lichaam. De verkorte ruggengraat en robuuste ledematen van Eldeceeon suggereren dat het een landbewonende levensstijl had, waardoor het zich onderscheidde van de voornamelijk in het water levende embolomeren die relatief lange lichamen en korte ledematen hebben. Deze aanpassingen onderscheiden het ook van Silvanerpeton, waarvan wordt aangenomen dat het in het water leefde. Aangenomen is dat vooral de zeer grote voeten een aanpassing waren aan het bereiken van een hoge snelheid op het land.
De ribben van Eldeceeon zijn beperkt tot de voorste helft van de wervelkolom, een kenmerk dat niet aanwezig is bij tetrapoden (gewervelde dieren met vier ledematen) behalve zoogdieren en hun verwanten. Elke wervel is verdeeld in een U-vormig pleurocentrum en een kleiner intercentrum, zoals de wervels van de embolomere Eoherpeton. De borst- en bekkengordels lijken op die van de embolomere Proterogyrinus.